# クーサ郡 (アラバマ州)
クーサ郡（英: Coosa County）は、アメリカ合衆国アラバマ州の中央部に位置する郡である。2010年国勢調査での人口は11,539人であり、2000年の12,202人から5.4%減少していたが。2010年以降も州内で最も人口減少率の高い郡になっている。郡庁所在地はロックフォード町（人口477人）であり、同郡で人口最大の町はグッドウォーター町（人口1,475人）である。郡名はクリーク族インディアンの集落名から採られた。
クーサ郡はタラデガ・シラコーガ小都市圏に属している。

## 歴史
クーサ郡は1832年12月18日に設立された。

## 地理
アメリカ合衆国国勢調査局に拠れば、郡域全面積は666.36平方マイル (1,725.9 km2)であり、このうち陸地652.44平方マイル (1,689.8 km2)、水域は13.91平方マイル (36.0 km2)で水域率は2.09%である。

### 主要高規格道路
- アメリカ国道231号線
- アメリカ国道280号線
- アラバマ州道9号線
- アラバマ州道22号線

### 隣接する郡
- タラデガ郡 - 北
- クレイ郡 - 北東
- タラプーサ郡 - 東
- エルモア郡 - 南
- チルトン郡 - 西
- シェルビー郡 - 北西

## 人口動態
2000年から2003年の3年間でクーサ郡の人口は5.8%減少し、アラバマ州67郡の中でその率は最大だった。アラバマ大学アラバマ州データセンターのアネット・ジョーンズ・ワッターズに拠ると、2000年から2007年までに人口が6%以上減少した8郡の中にクーサ郡が入っていた。
以下は2000年の国勢調査による人口統計データである。
| 基礎データ - 人口: 12,202人 - 世帯数: 4,682 世帯 - 家族数: 3,408 家族 - 人口密度: 7人/km2（19人/mi2） - 住居数: 6,142軒 - 住居密度: 4軒/km2（9軒/mi2） 人種別人口構成 - 白人: 63.94% - アフリカン・アメリカン: 34.19% - ネイティブ・アメリカン: 0.32% - アジア人: 0.04% - 太平洋諸島系: 0.01% - その他の人種: 0.62% - 混血: 0.88% - ヒスパニック・ラテン系: 1.29% | 年齢別人口構成 - 18歳未満: 23.7% - 18-24歳: 8.6% - 25-44歳: 29.0% - 45-64歳: 24.3% - 65歳以上: 14.4% - 年齢の中央値: 38歳 - 性比（女性100人あたり男性の人口） - 総人口: 104.4 - 18歳以上: 102.5 世帯と家族（対世帯数） - 18歳未満の子供がいる: 30.0% - 結婚・同居している夫婦: 54.8% - 未婚・離婚・死別女性が世帯主: 13.5% - 非家族世帯: 27.2% - 単身世帯: 24.3% - 65歳以上の老人1人暮らし: 9.8% - 平均構成人数 - 世帯: 2.52人 - 家族: 2.98人 | 収入と家計 - 収入の中央値 - 世帯: 29,873米ドル - 家族: 36,082米ドル - 性別 - 男性: 25,390米ドル - 女性: 18,171米ドル - 人口1人あたり収入: 14,875米ドル - 貧困線以下 - 対人口: 14.9% - 対家族数: 11.8% - 18歳未満: 19.5% - 65歳以上: 13.4% |

## 都市と町
- イクオリティ（一部はエルモア郡とタラプーサ郡）
- グッドウォーター
- ケリートン
- ロックフォード - 郡庁所在地
- ウィオガフカ